# 이경 (남당)
이경(李景, 916년 ~ 961년 8월 12일(음력 6월 28일), 재위 : 943년 ~ 961년)은 오대십국시대 남당(南唐)의 2대 황제이다. 자는 백옥(伯玉)이다. 묘호는 원종(元宗)이며 시호는 명도숭덕문선효황제(明道崇德文宣孝皇帝)이다. 원래 이름은 이경 (李璟)이었다.

## 생애
이변(李昪)의 사후, 아들 이경(서경통(徐景通))이 뒤를 계승하였다. 이경은 아버지와는 달리 대외확장 정책을 펼쳤다. 현재의 복건성에 할거하던 민(閩)에서는 후계자 자리를 둘러싼 항쟁이 되풀이 되었기에 국정이 매우 혼란스러웠다. 이경은 이 틈을 노려 945년 민나라를 멸망시켰다. 그리고 복주(福州)을 공격했으나 오월의 전홍좌(錢弘佐)에게 패배했다.
현재 호남성에 할거하던 초에서도 후계자 쟁탈전이 계속되었다. 950년 당시 초왕이었던 마희광(馬希廣)의 형 마희악(馬希萼)이 남당과 손을 잡고 마희광을 살해했다. 마희악은 초왕이 되어 남당의 신하라고 굽혔다. 그러나 다음해 951년 마희악이 부하에게 쫓겨나자 남당은 군사를 보내 초나라를 병합했다.
여기서 남당의 영역은 현재 중국의 행정구역별로 이야기 하자면 강소성, 강서성, 안휘성, 호북성, 호남성, 복건성을 영토로 삼았기에 남당의 40년 역사 중에 가장 판도가 넓었던 최대의 시기였다.
그러나 화북에서 일어난 후주의 세종(世宗; 시영)은 중국 통일을 목표로 남정을 시작하였다. 당시 남당과 후주는 회하을 경계로 하고 있었다. 회하는 큰 강이었기 때문에 후주군이 회하을 넘어 남당을 공격하기엔 어려움이 많았다. 다만 겨울철에는 회하의 수위가 낮아져 건너기가 쉬웠다.
그런 이유로 후주가 남당을 공격하려면 겨울철 외에는 없었다. 남당도 바보는 아니었기에 겨울철에는 회하의 강주변에 군대를 배치시켰다. 그러나 후주가 공격하는 일이 거의 없었기 때문에 남당은 비용이 많이 드는 이 제도를 그만두었다.
955년 11월 세종은 직접 군사를 거느리고 남당을 침공해 정양(正陽; 현재의 안휘성 봉양현)에서 남당군을 크게 격파하고 수주성(壽州城)을 포위했다. 거기에 조광윤(趙匡胤)에게 명하여 저주(滁州)를 점령하게 했다. 956년 남당은 수주성에 구원군을 보냈으나 세종이 직접 이끄는 후주군에게 자금산(紫金山; 수주성 동북쪽)에서 패퇴하고, 수주성은 후주에게 점령되었다. 이것으로 호주(濠州), 사주(泗州), 양주(揚州), 태주(泰州)가 후주에게로 넘어갔다.
이쯤부터 남당의 군대는 전의를 크게 잃고 말았다. 예를 들면 태주자사(泰州刺史)는 적앞에서 도망을 쳤고, 기주(蘄州)에서는 자사가 부하에게 살해당하고 그 부하는 후주에게 항복하는 일도 발생했다. 957년 초주(楚州)를 후주에게 빼앗기자 양군은 장강을 사이에 두고 대치하게 되었다. 그러나 남당은 이미 후주의 적수가 아니었기에 장강에서의 수군끼리의 전투에서 남당은 대패을 맞이했다.
사태가 여기까지에 이르자 이경은 후주에 대해 복속할 것을 맹세했다. 후주의 세종은 이를 승낙하고, 강화를 맺고 군대를 철군시켰다. 이 강화조약에 체결된 조건은 다음과 같다.
- 회하이남, 장강이북의 땅은 후주에게 할양한다.
- 남당은 후주의 신하로써 섬길 것.
- 남당의 군주는 황제의 칭호를 사용할 수 없고, 국주란 칭호를 사용하라.
- 남당 독자의 연호를 금지하고, 후주의 연호를 사용하라.
- 이경은 이름을 이경(李景)으로 고쳐라.

경(璟)이란 문자가 후주 황족이 사용하는 것이기에 이것을 피하기 위함이다.
헌데, 후주에서는 세종이 죽자 겨우 7살된 아들 공제가 즉위했다. 조광윤은 이 기회를 틈타 공제로부터 선양을 받아 황제가 되어 송나라를 건국하였다. 남당은 이것에 대해 지금까지 후주을 섬겼던 것과 같이 송나라를 섬기는 것을 계속했다. 연호도 송나라의 것을 사용하였으나, 이경은 송나라가 강력해지는 것을 두려워해 961년 수도를 남창으로 천도하였다. 옛 수도인 금릉(金陵)은 태자 이욱이 수비를 하였다. 그해 이경이 죽자, 이욱이 금릉에서 즉위했다.

## 가족 관계

### 후비
| 봉호       | 시호               | 이름(성씨) | 별칭                                             | 재위년도      | 생몰년도  | 비고 |
| ---------- | ------------------ | ---------- | ------------------------------------------------ | ------------- | --------- | ---- |
| 황후(皇后) | 광목황후(光穆皇后) | 종씨(鍾氏) | 제왕비(齊王妃) 황태자비(皇太子妃) 성존후(聖尊后) | 943년 ~ 961년 | ? ~ 965년 |      |
| 부인(夫人) |                    | 능씨(凌氏) | 오국태부인(吳國太夫人)                           |               |           |      |

### 황자
| - | 봉호               | 시호       | 이름                      | 생몰년도      | 생모          | 별칭                                         | 비고                   |
| - | ------------------ | ---------- | ------------------------- | ------------- | ------------- | -------------------------------------------- | ---------------------- |
| 1 | 황태자(皇太子)     | 문헌(文獻) | 이홍기(李弘冀)            | ? ~ 959년     | 광목황후 종씨 | 동평군공(東平郡公) 남창왕(南昌王) 연왕(燕王) | .                      |
| 2 | 경왕(慶王)         |            | 이홍무(李弘茂)            | 933년 ~ 951년 |               | 낙안공(樂安公)                               |                        |
| 3 | 소평군공(昭平郡公) |            | 이종경(李從慶)            |               |               |                                              |                        |
| 4 | 황태자(皇太子)     |            | 이종가(李從嘉) 이욱(李煜) | 937년 ~ 978년 | 광목황후 종씨 | 안정군공(安定郡公) 정왕(鄭王) 오왕(吳王)     | 제3대 황제 후주(後主). |
| 5 | 남초국공(南楚國公) |            | 이종선(李從善)            | 940년 ~ 987년 | 광목황후 종씨 | 등왕(鄧王) 정왕(鄭王) 한왕(韓王)             |                        |
| 6 | 강국공(江國公)     |            | 이종일(李從鎰)            |               |               | 서국공(舒國公) 장국공(蒋國公) 등왕(鄧王)     |                        |
| 7 | 악국공(鄂國公)     |            | 이종겸(李從謙)            |               |               | 의춘왕(宜春王) 길왕(吉王)                    |                        |
| 8 | 문양군공(文陽郡公) |            | 이종신(李從信)            |               |               |                                              |                        |

### 황녀
| - | 봉호(공주)         | 시호 | 이름 | 생몰년도 | 생모 | 별칭               | 비고 |
| - | ------------------ | ---- | ---- | -------- | ---- | ------------------ | ---- |
| 1 | 태녕공주(太寧公主) |      |      |          |      |                    |      |
| 2 | 영가공주(永嘉公主) |      |      |          |      | 영희공주(永禧公主) |      |
| 3 | 공주(公主)         |      |      |          |      | 방의(芳儀)         |      |

| 전 임 열조 이변 | 제2대 남당의 황제 943년 ~ 961년 | 후 임 후주 이욱 |